# Продналог
Продналог — твёрдофиксированный продовольственный натуральный налог, взимавшийся с крестьянских хозяйств, введённый декретом ВЦИК от 21 марта 1921 года взамен продразвёрстки. Был первым актом Новой экономической политики.

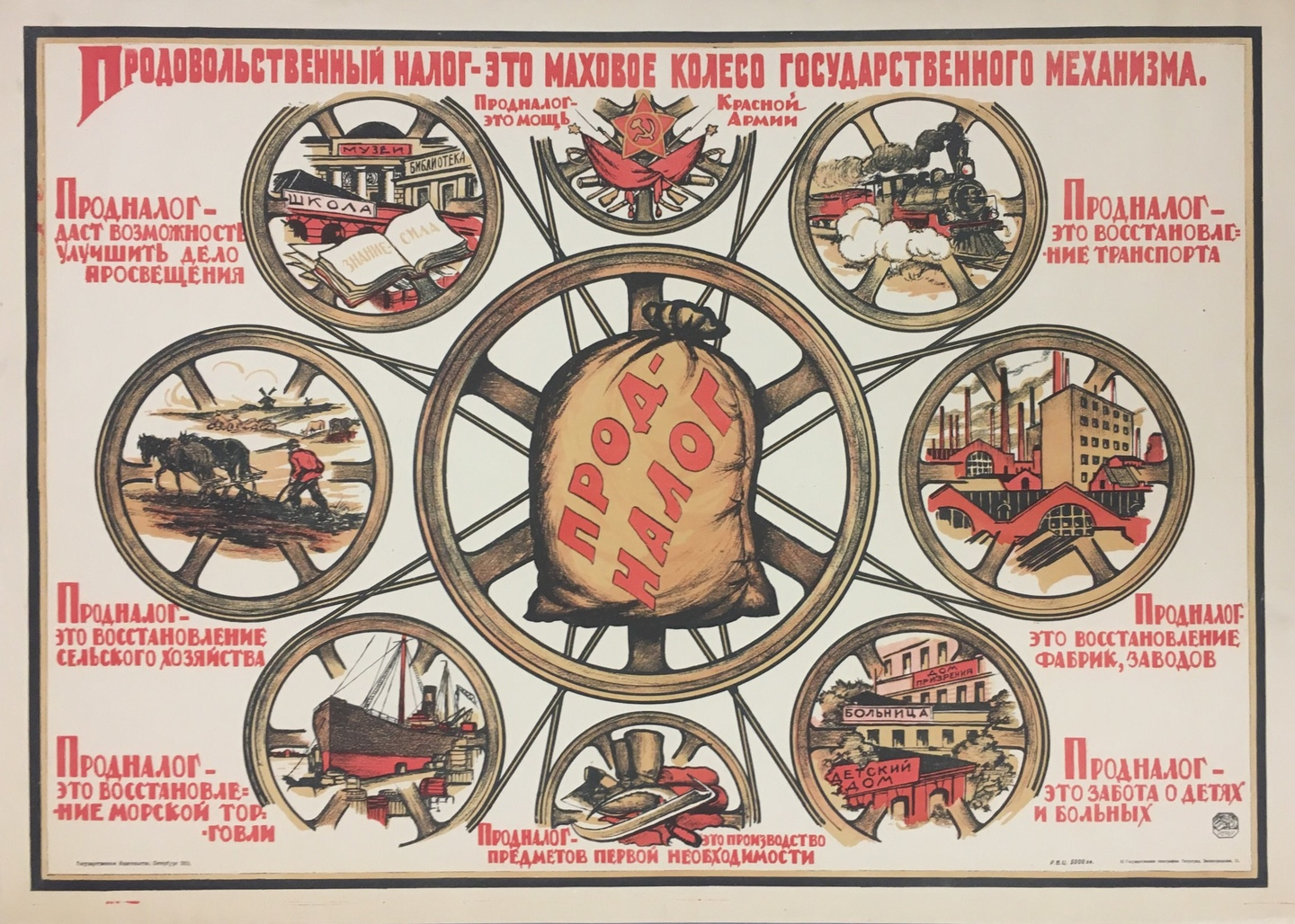

Вопрос о замене продразвёрстки продналогом был обсуждён на заседании Политбюро 8 февраля 1921 г. по докладу Н. Осинского (В. В. Оболенского) «О посевной кампании и положении крестьянства». 16 февраля 1921 г. Политбюро решило открыть в «Правде» дискуссию «О замене развёрстки продналогом», первые статьи были опубликованы 17 и 26 февраля. Продналог был введён на основании решения X съезда РКП(б) декретом ВЦИК от 21 марта 1921 г.
Продналог взимался «в виде процентного или долевого отчисления от произведенных в хозяйстве продуктов, исходя из учета урожая, числа едоков в хозяйстве и наличия скота в нём». Продналог устанавливался как прогрессивный налог, с усилением тяжести обложения для кулацкой части деревни. Хозяйства беднейших крестьян освобождались от продналога.
Размер продналога был значительно меньшим, чем продразвёрстки. Если по продразвёрстке в 1920—1921 гг. крестьяне сдали государству 367 млн пудов зерновых, то продналог в 1921—1922 гг. был определен в размере 240 млн пудов, в реальности по причине неурожая было собрано ещё меньше.
Продналог был отменён вместе с существовавшим с ним подворноденежным, общегражданским, трудгужналогом и другими местными налогами в связи с укреплением денежной системы и введением единого сельскохозяйственного налога 10 мая 1923 года согласно решению XII Съезда РКП(б) о налоговой политике в деревне с тем, чтобы «решительно покончить с множественностью обложения» и с тем, «чтобы крестьянин мог заранее и твёрдо знать сумму причитающегося с него прямого обложения и иметь дело только с одним сборщиком этого налога».